# Saint-Sever
Saint-Sever är en kommun i departementet Landes i regionen Nouvelle-Aquitaine i sydvästra Frankrike. Kommunen ligger i kantonen Saint-Sever som tillhör arrondissementet Mont-de-Marsan. År 2022 hade Saint-Sever 5 038 invånare.

## Befolkningsutveckling
Antalet invånare i kommunen Saint-Sever
Referens:INSEE